# Emich Tivadar
Emich Tivadar (Theodor Oemichius) (16. század – 17. század) evangélikus lelkész.

## Élete
A csepregi egyházkerületi gyűlésen, 1617. május 24-én történt felszentelése után Csáván szolgált. Azután Németkeresztúrra (Sopron mellett), innen pedig Gálosra került lelkésznek. Szűz Mária mennybemeneteléről írt egy értekezést, latin nyelven, amely Kis Bertalan dunántúli evangélikus püspöknek ajánlva, 1631-ben Tübingenben jelent meg. Teljes címét Fabó András nem közli, ránk a műből nem maradt példány.